# Giovane donna seduta al virginale
La Giovane donna seduta al virginale è un dipinto a olio su tela (25,1x20 cm) attribuito a Jan Vermeer, databile al 1670-1672 circa e conservato in collezione privata Leiden a New York. Sconosciuta fino al 2004, è stata presentata all'interno di alcune rassegne in Italia (Scuderie del Quirinale) e nel Regno Unito (National Gallery), oltre che essere esposta tra le opere della collezione permanente del Philadelphia Museum of Art: sebbene suffragata da alcuni spunti interessanti, l'attribuzione al maestro olandese non è stata accettata unanimemente e resta ancora oggi dibattuta.

## Storia
Il tema è comune ai dipinti della Donna in piedi e della Donna seduta alla spinetta, e figura, senza specificazioni che possano chiaramente individuare un dipinto piuttosto che un altro, nell'inventario compilato da Diego Duarte ad Anversa nel 1682 («un'opera piccola con una giovane donna che suona il clavicembalo, con altre cose, di Vermeer, costo fiorini 150») e al numero 21 dell'inventario dell'asta Dissius ad Amsterdam (1696, «Una signora che suona la spinetta, del predetto [Vermeer]»).
La prima menzione certa di questo dipinto si trova nel catalogo della collezione Beit, pubblicato nel 1904, in cui è ricordata anche la Donna che scrive una lettera alla presenza della domestica. Se l'attribuzione a Vermeer è ampiamente accettata per tutti gli anni dieci, è nel decennio successivo che, per lo scoppio dello scandalo dei falsi Vermeer dipinti da Han van Meegeren, la Giovane donna suscita forti dubbi, venendo estrapolata dal catalogo dell'artista e di fatto dimenticata dalla critica. 
Nel 1960 fu acquistata dal barone Rolin, che solo nel 1993 la affidò a Sotheby's per condurre ricerche approfondite sull'opera, nella possibilità di una vendita. Le indagini tecniche hanno fatto riaffiorare valutazioni positive sull'autenticità dell'opera, pur in presenza di ridipinture successive che hanno coperto zone non finite, forse per il sopraggiungere della morte del pittore. Nel 2004 l'opera venne ripubblicata nel catalogo dell'asta che la vide aggiudicata per 30 milioni di dollari da Steve Wynn. Passata poi per altre collezioni private, fa parte oggi di una raccolta newyorkese che, come già accennato, l'ha prestata spesso per esposizioni di media durata, negli Stati Uniti, nel Regno Unito, in Giappone e in Italia.

## Descrizione e stile
In una stanza spoglia, illuminata da una finestra in alto a sinistra di cui si intuisce la presenza senza vederla, una ragazza sta seduta davanti a un virginale, intenta a suonarlo sebbene momentaneamente girata verso lo spettatore. Il volto e l'acconciatura ricordano quelli della Merlettaia, con la nota cromatica accesa dei nastrini rossi. Indossa un abito di raso bianco, con ampie pieghe sulla gonna, e una mantella gialla, i quali, grazie alla tecnica di stendere pennellate dense di colore luminoso non sfumate, rappresentano i brani più interessanti dell'opera. Un filo di perle si intravede sulla nuca e in ombra si nota anche un orecchino dello stesso materiale. Le mani della ragazza appaiono grezze, appena abbozzate, ben diversamente invece, ad esempio, dei raffinati riflessi sulla superficie lucida del virginale. 
Indagini approfondite hanno dimostrato che la tela di lino del supporto appartiene alla stessa pezza di quella della Merlettaia del Louvre, e che i due dipinti dovevano avere dimensioni iniziali pressoché identiche. I pigmenti usati sono compatibili con quelli tipici del pittore e della sua epoca, sebbene nel vestito sia stata riscontrata la giustapposizione di pigmenti a distanza non vicina, forse per un'interruzione dei lavori decisa dall'artista, o forse per un restauro o reintegro successivo.
Non si sa se la mantella gialla portata dalla ragazza sia stata voluta dall'artista, un ripensamento o una modifica dopo la morte dello stesso, in quanto radiografie effettuate sulla tela evidenziano sotto l'ampio indumento un abito finemente dipinto ma sembra non finito.